# Franz Albert Leopold von Oberndorff

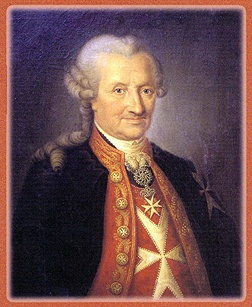
Franz Albert Leopold von Oberndorff

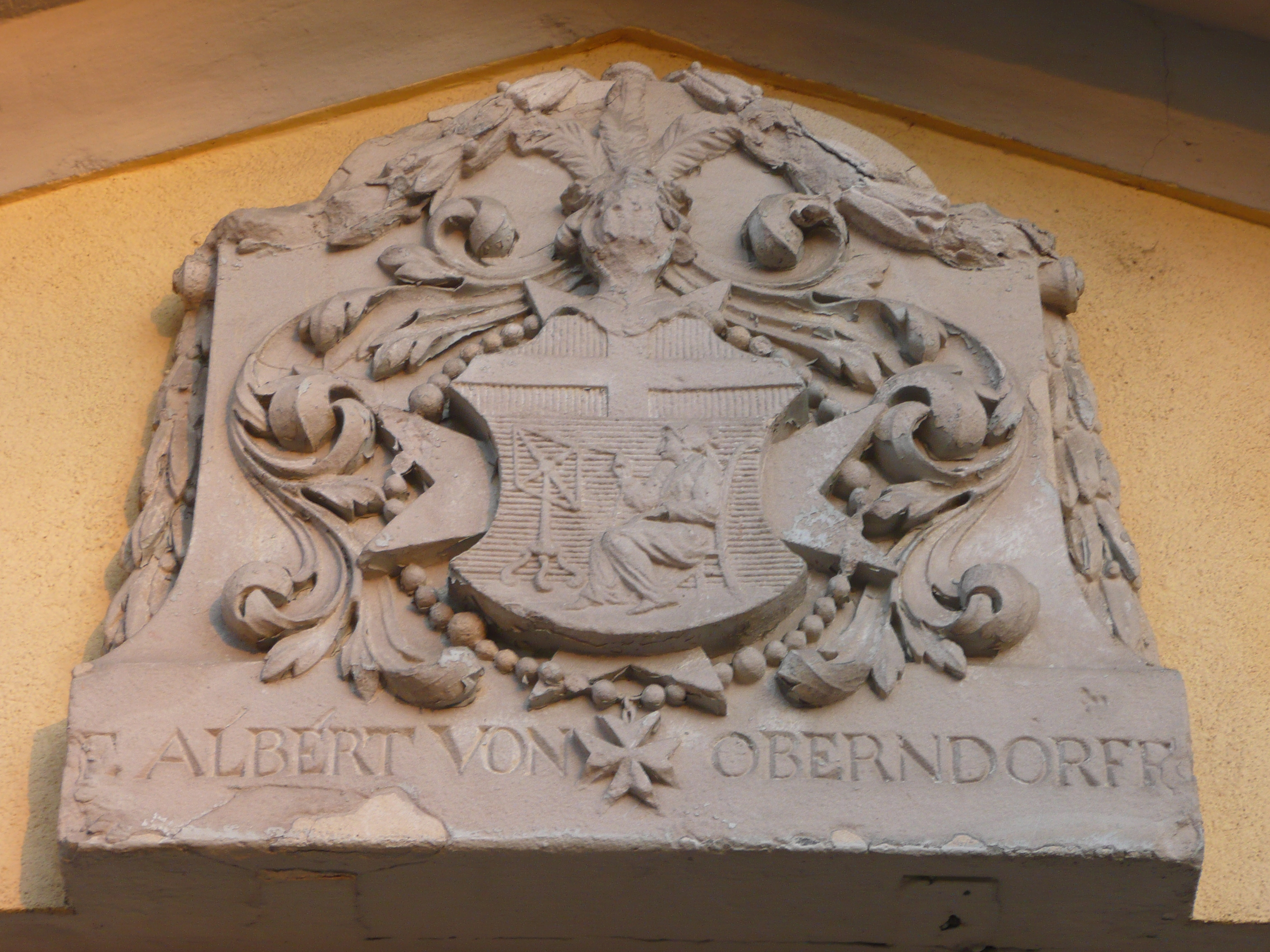
Wappen Franz Albert Leopolds von Oberndorff, am Schloss Neckarhausen

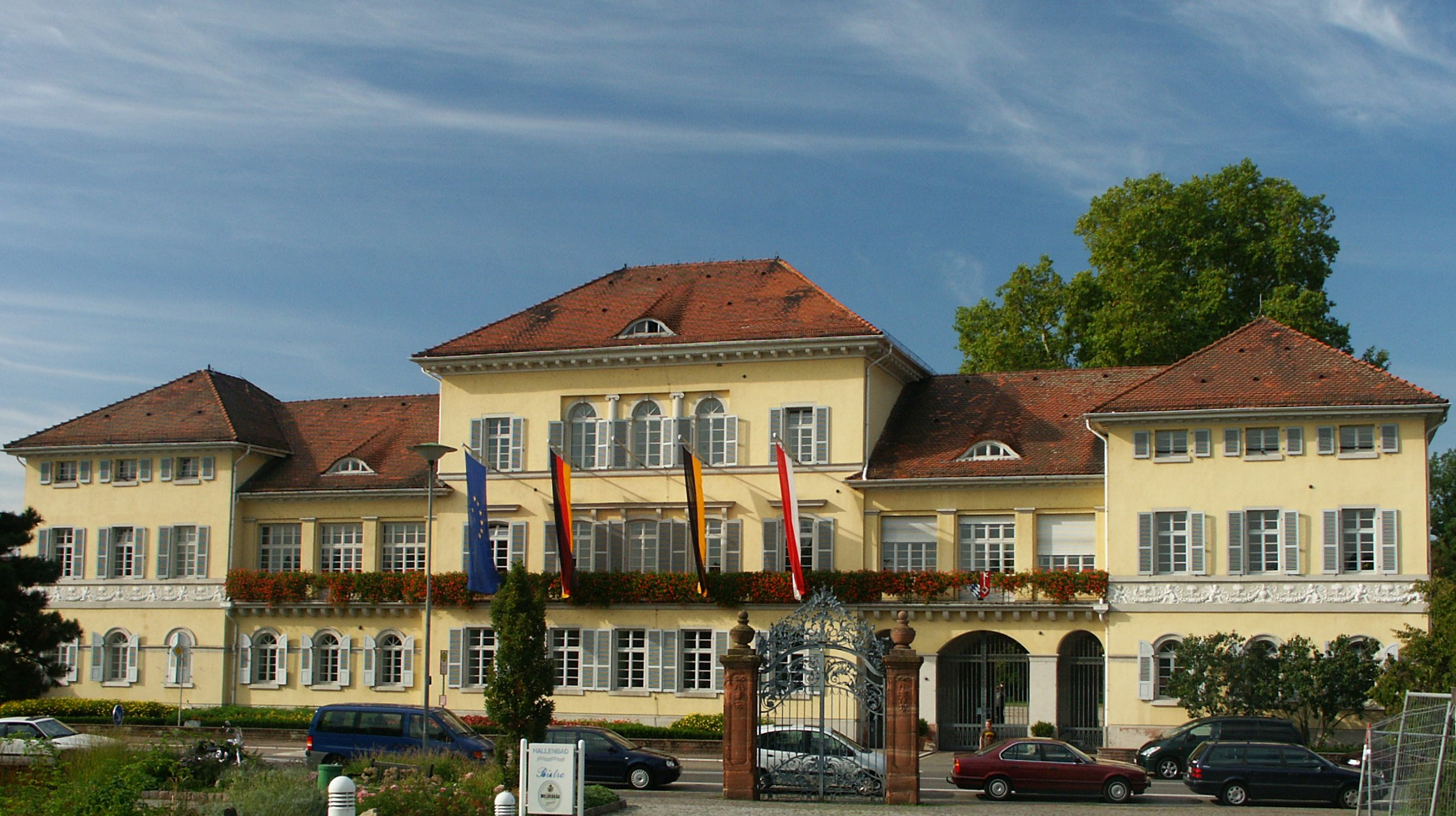
Schloss Neckarhausen

Franz Albert Leopold Fortunat von Oberndorff (* 15. November 1720 in Regendorf (heute Gemeinde Zeitlarn), Oberpfalz; † 29. Mai 1799 in Mannheim) war ein kurpfälzischer, später pfalz-bayerischer Minister sowie Statthalter der Kurpfalz und des Herzogtums Jülich-Berg.

## Leben und Wirken

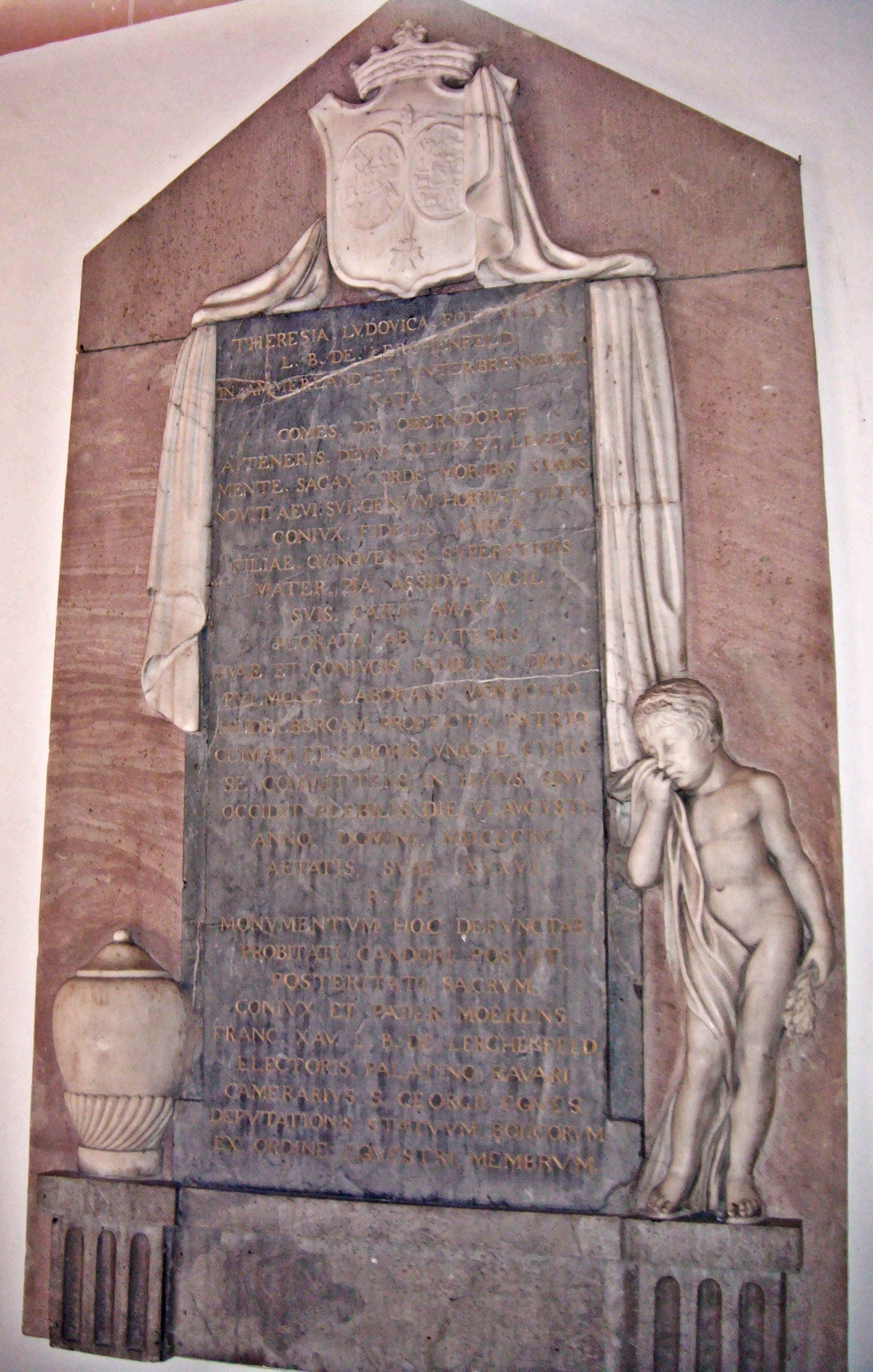
Epitaph der Nichte Maria Louisa Theresia Fortunata von Oberndorff, verheiratete von Lerchenfeld; Heiliggeistkirche Heidelberg

Franz Albert von Oberndorff war der Sohn des pfalz-neuburgischen Landschaftskommissars und kurpfälzischen Kämmerers Philipp Anton Leopold Freiherr von Oberndorff (1675–1770) und dessen Gemahlin Maria Anna Susanna Auguste Josefa Freiin von Stingelheim (1700–46). Die Familie bekannte sich zum katholischen Glauben.
Franz Albert von Oberndorff kam 1734 mit seinem Vater an den Mannheimer Hof von Kurfürst Karl Philipp. Er diente hier als Page des späteren Kurfürsten Karl Theodor, der ihm allzeit freundschaftlich verbunden blieb.
Nach juristischen Studien in Heidelberg, ab 1744, folgte sein Aufstieg im staatlichen Verwaltungs- und Hofdienst. Zunächst Regierungsrat, avancierte er 1748 zum Oberappellationsgerichtsrat, 1753 zum Präsidenten der adligen Bank bei der Regierung, 1754 zum Geheimen Rat, 1756 zum Hofrichter und 1765 zum Oberamtmann von Boxberg. 1773 erhielt Freiherr von Oberndorff die Ernennung zum Geheimen Staats- und Konferenzminister in sämtlichen Staats-, Reichs-, Kreis-, Hoheits-, Justiz-, Religions- und Polizeisachen.
Als Kurfürst Karl Theodor infolge der Vereinigung von Kurpfalz und Kurbayern, die Hauptstadt und Residenz 1778 von Mannheim nach München verlegen musste, setzte er seinen Vertrauten Franz Albert Leopold von Oberndorff als höchsten Minister sowie Statthalter in der nun zum Nebenland herabgesunkenen Kurpfalz sowie im Herzogtum Jülich-Berg ein. Ihm unterstanden sämtliche Beamte und Behörden dieser Gebiete, alle kurfürstlichen Weisungen bedurften seiner Gegenzeichnung. Im Dezember 1787 übertrug man Oberndorff außerdem die Oberdirektion über sämtliche Finanzen Bayerns und der Oberpfalz.
1777 erwarb Oberndorff ein Herrenhaus in Neckarhausen und ließ es zu seinem Wohnschloss ausbauen.
1782 wurde er Malteserritter im Großpriorat Bayern und Großbailli von Neuburg.
1792 kaufte er auch das Schloss des kurpfälzischen Geheimrats Johann Sebastian von Castell in Edingen.
In den 1780er Jahren unterstützte Oberndorff das Projekt des Kurfürsten, Altbayern gegen die österreichischen Niederlande einzutauschen, während des Ersten Koalitionskriegs dessen schwankende Neutralitätspolitik. Am 20. September 1795 übergab er in diesem Zusammenhang Mannheim kampflos an die Franzosen und ersparte ihm dadurch die Beschießung. Als die Reichstruppen im November des Jahres die Stadt zurückeroberten, ließ Reichsfeldmarschall Charles Joseph Clerfayt den Statthalter verhaften und man wollte ihn wegen Hochverrats anklagen. Da sich Kurfürst Karl Theodor nachhaltig für ihn einsetzte, kam Graf Oberndorff am 27. März 1796 unter der Bedingung frei, zukünftig kein öffentliches Amt mehr zu bekleiden. Kurfürst Max IV. Joseph stellte 1799 seine Ehre wieder her und rehabilitierte ihn.
Franz Albert von Oberndorff starb am 29. Mai 1799 in Mannheim, er blieb unverheiratet.

## Familie
Franz Albert von Oberndorffs Neffe Christian Joseph Maria Fortunat von Oberndorff (1762–1809) war kurpfälzischer Kämmerer und Hofkammerpräsident. Die Nichte Maria Louisa Theresia Fortunata von Oberndorff (1767–1804), verheiratet mit dem bayerischen Kämmerer Franz Xaver Freiherr von Lerchenfeld (1758–1832), wurde im damals katholischen Chor der Heiliggeistkirche Heidelberg bestattet, wo sich ihr qualitatives Epitaph erhalten hat. Der Diplomat Alfred von Oberndorff (1870–1963) stammt ebenfalls aus dieser Familie.

## Ehrungen
- Ehrenpräsident der Kurpfälzischen Akademie der Wissenschaften
- Ritter des Ordens vom Pfälzer Löwen (1768)
- Großbailli der Ballei Neuburg des Großpriorats Bayern des Malteserordens (1782)
- Reichsgraf (1790).
- In Edingen-Neckarhausen ist die Graf-von-Oberndorff-Grundschule nach ihm benannt.[3]